# César de Castro
João César de Castro (Porto Alegre, 1886 — João Pessoa, 1930 ) foi um escritor, médico e militar brasileiro, da escola simbolista.
Faleceu em combate na Revolução de 1930, na Paraíba, onde estava servindo.
É patrono de uma das cadeiras da Academia Rio-Grandense de Letras.

## Obras
Publicou as seguintes obras:
- A Cura pela beleza, 1918
- A Gaúcha academia, 1911
- Aforismo de um cabo de esquadra, 1928
- Divagação em torno dos esportes, 1917
- Esgares do mesmo rosto, 1915
- Esperança morta, 1908
- Esquife de Palissandra, 1914
- Flósculos, 1907
- Frutos do meu pomar, 1910
- Mimi era um gatinho, 1919
- Péan (ampolas de escuma), 1910
- Postila, 1928
- Rumores do silêncio, 1906